# Pierre Aknine
 (novembre 2017).
Pierre Aknine, né le 18 juin 1960 à Courbevoie, est un scénariste et metteur en scène français.

## Biographie

### Famille
Pierre Aknine naît à Courbevoie. Ses parents pieds-noirs d'Algérie sont facteur et blanchisseuse.

### Carrière
Il travaille d'abord pour le théâtre en mettant en scène des pièces classiques et surtout les œuvres de Roland Dubillard (Les Diablogues, Les Crabes, Si Camille me voyait, La Maison d'os). Pour la télévision, il écrit avec Didier Kaminka les textes de Cherchez la femme la première émission de variétés de La Cinq présentée par Amanda Lear et Christian Morin. Il est aussi le scénariste d'Alexandre Arcady pour L'Union sacrée et écrit de nombreux scénarios pour le cinéma et la télévision. Suivra ensuite Jean Moulin, une affaire française, qu'il écrit et réalise. Il poursuit dans la même veine avec une adaptation libre des Trois Mousquetaires, d’Ali Baba et les Quarante Voleurs, un film biographique sur l'écrivain Chateaubriand, et Mort d'un président sur la dernière année de la vie du président Georges Pompidou.
Crime d'État est un film sur la mort de Robert Boulin, ministre de Valéry Giscard d'Estaing. En 2014, son téléfilm Ce soir je vais tuer l'assassin de mon fils traite d'un sujet délicat, le déni. En 2016, La Main du Mal, avec Joey Starr, Mélanie Doutey et Grégory Fitoussi, met en scène la relation perverse entre un avocat et son client.
Il réalise quatre épisodes de la série d'anticipation Osmosis pour Netflix. Suit un film sur l'affaire Dupont de Ligonnès, puis une série pour Arte, Blood River sur l'invasion du territoire zoulou par les Boers, marquée par la bataille éponyme du 18 décembre 1838, avec Anna Mouglalis.
Il est professeur de direction d'acteur devant la caméra au Conservatoire national supérieur d'art dramatique.

## Filmographie

### Réalisateur
- 2000 : Julie Lescaut, épisode 2 saison 10, La nuit la plus longue
- 2003 : Jean Moulin, une affaire française
- 2005 : D'Artagnan et les Trois Mousquetaires
- 2007 : Ali Baba et les Quarante Voleurs
- 2009 : Chateaubriand
- 2011 : Mort d'un président
- 2013 : Crime d'État
- 2014 : Ce soir je vais tuer l'assassin de mon fils
- 2016 : Fais pas ci, fais pas ça (saison 8)
- 2017 : La Main du mal
- 2017 : Souviens-toi
- 2018 : Autour de Phèdre (masterclass au Conservatoire national supérieur d'art dramatique (CNSAD))[2]
- 2019 : Osmosis (série Netflix)
- 2020 : Un homme ordinaire
- 2024 : Blood River

### Scénariste
- 1989 : L'Union sacrée d'Alexandre Arcady
- 2000 : Mariage mixte d'Alexandre Arcady
- 2003 : Jean Moulin, une affaire française
- 2005 : D'Artagnan et les Trois Mousquetaires
- 2008 : Chateaubriand
- 2010 : Mort d'un président
- 2011 : Raspoutine
- 2012 : Laura
- 2013 : Crime d'État
- 2014 : Ce soir je vais tuer l'assassin de mon fils
- 2015 : Le Mystère Mitterrand
- 2016 : La Main du mal
- 2017 : Krach
- 2017 : Souviens-toi
- 2018 : Les Diaboliques
- 2018 : Osmosis
- 2019 : Un homme ordinaire
- 2024 : 26 secondes

### Dialoguiste
- 1986 : Cherchez la femme (La Cinq)

## Distinctions
- 2003 : 7 d'or du meilleur film pour Jean Moulin, une affaire française[3].
- 2011 : Prix du meilleur scénario pour Mort d'un président au Festival des créations télévisuelles de Luchon.
- 2014 : À la 21e cérémonie des Trophées du Film français pour Ce soir je vais tuer l'assassin de mon fils.
- Nomination aux Emmy Awards pour Jean Moulin, une affaire française[4].

## Au théâtre

### Auteur
- À la recherche de Proust et Gallimard, adaptation de la correspondance au festival de Grignan en 2011.
- Je veux du bonheur, avec Michel Viala.
- Des fleurs pour Algernon, d'après le roman éponyme de Daniel Keyes.

### Metteur en scène
- Les Crabes de Roland Dubillard.
- La Maison d'os de Roland Dubillard.
- Où boivent les vaches de Roland Dubillard.
- Les huîtres ont des bérets de Roland Dubillard.
- Parle à mes oreilles de Roland Dubillard.
- Le Jeu de l'amour et du hasard de Marivaux.
- L'Île aux esclaves de Marivaux.
- La Double Inconstance de Marivaux.
- Fantasio d'Alfred de Musset.
- Le Songe d'une nuit d'été de William Shakespeare.
- Coriolan de William Shakespeare.
- Cœur à deux de Guy Foissy.

### Comédien
- La Culotte d'une jeune femme pauvre, avec Roland Dubillard et Bernard Fresson, au Théâtre Saint-Georges.
- Les huîtres ont des bérets de Roland Dubillard, avec Yves Carlevaris, au Théâtre de Dix Heures.
- Le Retour de l'Arlésienne de René Guitton, avec Yves Carlevaris et Angelo Bardi, au Théâtre de Dix heures.
- Parle à mes oreilles de Roland Dubillard, avec Luc Déveria, au Festival du Marais puis au Lucernaire.
- Le Garçon d'appartement de Gérard Lauzier, avec Daniel Auteuil, au Théâtre Marigny.